# 台三線 (團體)
台三線是三位台語流行音樂女歌手組成的團體，取縱貫台灣的重要道路台三線之名，成員為秀蘭瑪雅（S）、黃妃（H）和王瑞霞（W），三人以英文姓氏縮寫組成了台三線（S.H.W）。

## 成立背景
綽號漂亮寶貝的王瑞霞、台語歌曲腔調獨特的黃妃，以及台語界的R&B歌手秀蘭瑪雅，在台灣的台語歌壇皆有一定聲名，為傳承台語歌謠，合組成台語新女團台三線（S.H.W）。

## 團名由來
S.H.W.所屬的經紀及唱片公司勝駿娛樂和米樂士娛樂，為旗下三位台語女歌手規劃合作演唱會，分別以三人姓氏的縮寫取名為SHW。因W向右旋轉九十度就變成E，藉此代表希望成為台語界的SHE。企畫上將三個字母賦與姓氏縮寫以外的意義：分別為「Sexy, Honey, Wow~」，即「性感，甜美，胸懷萬里」，不過黃妃在自我介紹時經常忘記此設定，將「Honey」誤說成「哈啾」。
中文團名《台三線》，除了代表三位台語女歌手外，也代表了三位來自於北中南不同居住地。

## 成員列表
| 代號  | 歌手     | 成名曲     | 備註                                               |
| Sexy  | 秀蘭瑪雅 | 黃昏的故鄉 | 來自新竹，年輕，敢衝，最辣，搶先辦個唱             |
| Honey | 黃妃     | 非常女     | 來自高雄，原生傳統台語家庭，生活中不經意的傳承台語 |
| Wow   | 王瑞霞   | 絕情雨     | 來自台中，資歷最老，台風最穩，講話最感性           |

## 演唱會
| 次數 | 演唱會名稱        | 舉行日期       | 地點                 | 嘉賓                           | 備註  |
| 一   | 姬情台三線 口碑場 | 2017年11月19日 | 臺灣三創數位生活園區 | 李子森，陳明章                 |       |
| 二   | 姬情台三線 台北場 | 2018年5月27日  | 臺灣台北國際會議中心 | 許志豪，吳勇濱，李子森，蔡小虎 | [ 4 ] |
| 三   | 姬情台三線 高雄場 | 2019年5月4日   | 臺灣義大皇家劇院     |                                | [ 5 ] |

## 逸事
2016年4月2日，R&B台語女歌手秀蘭瑪雅於台北國際會議中心首度舉辦個人演唱會時，由黃妃擔任嘉賓，兩人合唱「多情的戀夢」一曲。是兩人首次合作，合唱結束後秀蘭瑪雅鼓勵黃妃自辦演唱會。
2018年5月27日，台三線的「姬情再現」演唱會二度舉行，選在台北國際會議中心開唱。
三人中資歷最老的王瑞霞，在入團之前已經因家庭因素淡出歌壇，本次復出反而成為黃妃、秀蘭瑪雅的師妹。